# Liste der Elbbrücken
Die Liste der Elbebrücken nennt Brücken, die den Fluss Elbe überspannen.

## Erläuterungen
In den nachstehenden Tabellen bedeuten
- Baujahr = Jahr der Eröffnung
- Elbe-km
- Vorgänger = Baujahr der früheren Brücke(n)
- Die Symbolbilder in der Spalte Tragwerk haben folgende Bedeutung:

 Bogenbrücke mit abgehängter Fahrbahn
 Bogenbrücke mit obenliegender Fahrbahn
 Balkenbrücke
 Fachwerkbrücke
 Schrägseilbrücke
 Hängebrücke
 Hohlkastenbrücke
 Steinbogenbrücke
 Gedeckte Brücke
 Laufwasserkraftwerk

## Oberelbe

### Tschechischer Abschnitt bis Děčín
Im tschechischen Abschnitt ist nur eine Auswahl der bestehenden Brücken aufgezählt.
- 5 Wegbrücken in einem Waldgebiet an der Quelle:
  - Wegbrücke
  - Wegbrücke zu einem Aussichtspunkt
  - Wegbrücke
  - Fußsteg
  - Brücke an der Grenze Bedřichov v Krkonoších/Špindlerův Mlýn
- Brücken in/bei Špindlerův Mlýn
  - Fußwegbrücke bei U Dívčí lávky
  - Straßenbrücke bei Aquapark
  - Fußwegbrücke
  - Krytá lávka
  - Bílý most
  - Straßenbrücke 295-019
  - Fußsteg
  - Wegbrücke in Špindlerův Mlýn
  - Labská přehrada (Staumauerweg) Talsperre Špindlerův Mlýn
  - Fußsteg
- Straßenbrücke bei E-Werk
- Straßenbrücke 295-014
- Straßenbrücke nach Čerstvá Voda
- Straßenbrücke bei V Soutěsce
- Straßenbrücke
- Fußwegbrücke
- Fußwegbrücke
- Brücke Za řekou
- Brücke U Jezu
- Brücke Straße 28624-6
- Brücke Straße 295
- Brücken in/bei Vrchlabí:
  - Brücke Krkonošská
  - Brücke 5. května
  - Brücke Jesefa Šíra
  - Brücke Vančurova
  - Fußwegbrücke
  - Brücke Jihoslovanská
  - Brücke Krbalova
  - Brücke Františka Kavána
  - Brücke Nádražní
  - Brücke Straße 14
  - Fußwegbrücke
  - Straßenbrücke
- Fußwegbrücke in Podhuří
- Straßenbrücke in Podhuří
- Eisenbahnbrücke
- Brücke Straße 2953-2
- Straßenbrücke in Kunčice nad Labem
- Eisenbahnbrücke
- Brücke Straße 32551
- Wegbrücke
- Straßenbrücke
- Brücke Straße 32552
- Brücken in/bei Hostinne:
  - Brücke Straße 32551
  - Straßenbrücke
  - Straßenbrücke
  - Eisenbahnbrücke
  - Straßenbrücke
  - Fußwegbrücke
  - Eisenbahnbrücke
  - Straßenbrücke
  - Eisenbahnbrücke
  - Eisenbahnbrücke
- Brücke Straße 16
- Fußwegbrücke
- Brücke Straße 299
- Talsperre Les Království
- Zwei Fußwegbrücken
- Brücken in/bei Dvur Králové nad Labem:
  - vier Straßen- oder Wegbrücken
  - Brücke Straße 300
- Brücke Straße 29925 bei Žireč
- Brücke Straße 29920 in Stanovice
- Brücke in Kuks
- Fußwegbrücke bei Slotov
- Brücke Straße 37 in Brod
- Kleine Brücke in Brod
- Brücke Straße 29919 in Heřmanice
- Brücke Straße 29918
- Brücken in Jaroměř:
  - Brücke Straße 33
  - Brücke Dr. Tyrše
  - Brücke Komenského
  - Wegbrücke
  - Eisenbahnbrücke
  - Brücke der Straße 299
- Wegbrücke
- Brücke der Straße 2998 bei Černožice
- Brücke der Straße 3089 bei Smiřice
- Fußwegbrücke bei Smiřice
- Straßenbrücke bei Lochenice
- Brücke der Straße 29912 bei Předměřice nad Labem
- Straßenbrücke bei Plácky

In Hradec Králové:
- Eisenbahn- und Fußwegbrücke
- Labský most (Straße 31)
- Tyršův most
- Pražky most
- Wegbrücke
- most U soutoku (Straße 31)

weiter:
- Fußsteg
- Opatovický most (Straße 29813)
- Fußsteg
- Wegbrücke bei Umspannwerk
- Brücke der Straße 2985 bei Němčice
- Brücke der Straße 2984-1 bei Kunětice
- Brücke der Straße 324 in Pardubice
- Wegbrücke kpt. Bartoše
- Eisenbahn- und Straßenbrücke (Straße Nr. 36/37) bei Rosice
- Straßenbrücke südlich von Rosice
- Brücke der Straße 32219 Valy – Mělice
- Brücke der Straße 333 Přelouč
- Wegbrücke bei Přelouč
- Fußgängerbrücke bei Bachmündung
- Brücke der Straße 3227 bei Řečany nad Labem
- Fußgängerbrücke bei Chvaletice
- Brücke der Straße 322 bei Týnec nad Labem

Stadtgebiet Kolín:
- Eisenbahnbrücke
- Nový most
- Starý most
- zweiteilige Fußgängerbrücke (Flussinsel)

Es folgt:
- lanovy most (Autobahnbrücke der Autobahn 11)
- Fußgängerbrücke zwischen Kolín und Poděbrady
- Wehrsteg bei Poděbrady
- Brücke (Straße 611) in Poděbrady
- Brücke (Straße 38) bei Chvalovice (zu Kovanice)
- Staumauer in Nymburk
- Kamenný most (Brücke der Straße Kolinska) in Nymburk
- Eisenbahnbrücke in Nymburk
- Staumauer
- Litolský most im Süden von Lysá nad Labem
- Wegbrücke nördlich von Přerov nad Labem
- Eisenbahnbrücke in Čelákovice
- Wegbrücke
- Wehrsteg bei Čelákovicích
- Wegbrücke bei Lázně Tousen
- Dálniční most der Schnellstraße Rychlostní silnice 10 in Brandýs nad Labem-Stará Boleslav
- Brücke der Straße Ivana Olbrachta (Straße Nr. 610)
- Brücke nördlich von Kostelec nad Labem (Straße Nr. 244)
- Staumauer in Neratovice
- Eisenbahn- und Fußgängerbrücke in Neratovice
- Štěpánský most (Straße Nr. 9)
- Most Josefa Straky in Mělník
- Silniční most in Mělník (Straße Nr. 16)
- Fußgängerbrücke bei Dolní Beřkovice (most horkovod)
- Straßenbrücke bei Štětí (Straße Nr. 26119)
- Steinbrücke in Roudnice nad Labem (Straße Nr. 240)
- Tyršův most in Litoměřice
- Brücke General Chábery in Litoměřice
- Eisenbahnbrücke bei Lovosice
- Rohrbrücke Cirkvice
- Masaryk-Schleuse

drei Elbebrücken in Ústí nad Labem:
- Eisenbahnbrücke
- Beneš-Brücke
- Mariánský most

- Rohrbrücke

vier Elbebrücken in Děčín:
- Nový most (Brücke der E442)
- Železniční most Podmokly-Děčín (Eisenbahnbrücke)
- Kaiserin-Elisabeth-Brücke (Tyršův most)
- Železniční most Děčín-Žleb (Eisenbahnbrücke)

### Deutscher Abschnitt: Bad Schandau-Meißen
| Bild | Ort          | Name                               | Bau- jahr | Funk- tion                                          | Verkehrs- weg                    | Elbe- km | Länge in m | Material                           | Trag- werk                                                | Vorgänger                                         | Bemerkung                                         |
| ---- | ------------ | ---------------------------------- | --------- | --------------------------------------------------- | -------------------------------- | -------- | ---------- | ---------------------------------- | --------------------------------------------------------- | ------------------------------------------------- | ------------------------------------------------- |
|      | Bad Schandau | Elbebrücke Bad Schandau            | 1977      | Straßenbrücke                                       | B172                             | 11,53    | 268        | Beton                              | Hohlkastenbrücke                                          | 1877                                              | Beton-Spannband                                   |
|      | Bad Schandau | Carolabrücke                       | 1990      | kombinierte Eisenbahn- und Straßenbrücke (bis 1977) | Bahnstrecke Bautzen–Bad Schandau | 11,86    | 187        | Stahl / Stabbogen                  | Bogenbrücke mit abgehängter Fahrbahn                      | 1877                                              |                                                   |
|      | Pirna        | Stadtbrücke Pirna                  | 1875      | Straßen- und Eisenbahnbrücke                        | S 164 Bahnstrecke Kamenz–Pirna   | 34,34    | 295,45     | Stein                              | Steinbogenbrücke                                          |                                                   |                                                   |
|      | Pirna        | Sachsenbrücke                      | 1999      | Straßenbrücke                                       | S 177                            | 35,62    | 416        | Stahlverbund-Hohlkasten, Halbbögen | Hohlkastenbrücke                                          |                                                   |                                                   |
|      | Dresden      | Blaues Wunder (Loschwitzer Brücke) | 1893      | Straßenbrücke                                       | Straßenbahn bis 1984             | 49,8     | 280        | Eisen                              | Auslegerbrücke                                            |                                                   | Auslegerbrücke                                    |
|      | Dresden      | Waldschlößchenbrücke               | 2013      | Straßenbrücke                                       | S 167                            | 52,68    | 636        | Stahl                              | Bogenbrücke mit abgehängter Fahrbahn                      |                                                   |                                                   |
|      | Dresden      | Albertbrücke                       | 1877      | Straßenbrücke                                       | Straßenbahn                      | 54,45    | 316        | Beton                              | Bogenbrücke mit obenliegender Fahrbahn                    |                                                   | Sandsteinverkleidung                              |
|      | Dresden      | Carolabrücke                       | 1971      | Straßenbrücke                                       | Straßenbahn                      | 55,06    | 375        | Beton                              | Hohlkastenbrücke                                          | Erste Carolabrücke (1892–1945)                    | in der Nacht zum 11.09.2024 teilweise eingestürzt |
|      | Dresden      | Augustusbrücke                     | 1910      | Straßenbrücke                                       | Straßenbahn                      | 55,63    | 390        | Beton                              | Bogenbrücke mit obenliegender Fahrbahn                    | 1070, steinerne Elbbrücke (1222, 1344), 1731–1907 |                                                   |
|      | Dresden      | Marienbrücke                       | 1852      | kombinierte Straßen- und Eisenbahnbrücke (bis 1901) | Straßenbahn, Eisenbahn bis 1901  | 56,51    | 434        | Stein                              | Bogenbrücke mit obenliegender Fahrbahn                    |                                                   | erbaut als Straßen- und Eisenbahnbrücke           |
|      | Dresden      | Marienbrücke                       | 2004      | Eisenbahnbrücke                                     | Leipzig-Dresdner Eisenbahn       | 56,56    | 490        | Beton                              | Hohlkastenbrücke · Bogenbrücke mit obenliegender Fahrbahn | 1901                                              |                                                   |
|      | Dresden      | Flügelwegbrücke                    | 2004      | Straßenbrücke                                       | S 73                             | 61,24    | 285        | Stahlverbund                       | Hohlkastenbrücke                                          | 1930                                              |                                                   |
|      | Dresden      | Autobahn-Elbbrücke                 | 1998      | Autobahnbrücke                                      | A4                               | 63,11    | 496        | Stahlverbund                       | Hohlkastenbrücke                                          | 1935                                              |                                                   |
|      | Dresden      | Eisenbahnbrücke Niederwartha       | 1983      | kombinierte Eisenbahn- und Straßenbrücke (bis 1945) | Berlin-Dresdner Eisenbahn        | 69,71    | 353,6      | Stahlhohlkästen                    | Hohlkastenbrücke                                          | 1875                                              |                                                   |
|      | Dresden      | Straßenbrücke Niederwartha         | 2011      | Straßenbrücke                                       | S 84                             | 69,74    | 366        | Stahlverbund                       | Schrägseilbrücke                                          | 1875                                              |                                                   |
|      | Meißen       | Elbebrücke Meißen                  | 1926      | Eisenbahnbrücke, Geh- und Radweg                    | Bahnstrecke Borsdorf–Coswig      | 81,85    | 256        | Stahl                              | Fachwerkbrücke                                            | 1868                                              |                                                   |
|      | Meißen       | Altstadtbrücke Meißen              | 2000      | Straßenbrücke                                       | S 84                             | 82,2     | 205        | Stahlverbund                       | Balkenbrücke                                              | 1291, 1867, 1934                                  |                                                   |
|      | Meißen       | Neue Elbebrücke Meißen             | 1997      | Straßenbrücke                                       | B101                             | 82,9     | 330        | Stahlverbund                       | Balkenbrücke                                              |                                                   |                                                   |

## Mittelelbe

### Abschnitt Riesa-Schönebeck
| Bild | Ort               | Name                                            | Bau- jahr | Funk- tion      | Verkehrs- weg                                | Elbe- km | Länge in m    | Material                                            | Trag- werk                   | Vorgänger                                             | Bemerkung   |
| ---- | ----------------- | ----------------------------------------------- | --------- | --------------- | -------------------------------------------- | -------- | ------------- | --------------------------------------------------- | ---------------------------- | ----------------------------------------------------- | ----------- |
|      | Riesa             | Elbebrücke Riesa                                | 2001      | Straßenbrücke   | B169                                         | 108,21   | 365 m         | Stahlverbund                                        |                              | 1956                                                  |             |
|      | Riesa             | Elbebrücke Riesa                                | 1966      | Eisenbahnbrücke | Bahnstrecke Leipzig–Dresden                  | 108,39   | 346,6 m       | Stahl                                               |                              | 1839, 1875, 1878                                      |             |
|      | Mühlberg/Elbe     | Elbebrücke Mühlberg                             | 2008      | Straßenbrücke   | L 66                                         | 128,14   | 690,5 m       | Stahlverbund (Hauptöffnungen), Spannbeton (Vorland) | Hohlkasten · Plattenbalken   | / (Fähre)                                             |             |
|      | Torgau            | Elbebrücke Torgau (Straße) alte Brücke bis 1994 | ca. 1040  | Straßenbrücke   | B87 · B183                                   | 154      | 357 – 358,9 m |                                                     | u. a. Stabbogenbrücke (1878) | Umbauten ca. 1440, 1513, 1812, 1826, 1878, 1946, 1962 | Abriss 1994 |
|      | Torgau            | Elbebrücke Torgau                               | 1993      | Straßenbrücke   | B87 · B183                                   | 154,5    | 509 m         | Stahlverbund                                        |                              | ca. 1040                                              |             |
|      | Torgau            | Elbebrücke Torgau                               | 1997      | Eisenbahnbrücke | Bahnstrecke Halle–Cottbus                    | 155,53   | 347,45 m      | Stahl                                               |                              |                                                       |             |
|      | Wittenberg        | Elbebrücke Wittenberg                           | 2000      | Eisenbahnbrücke | Bahnstrecke Berlin–Halle                     | 213,73   | 333,2 m       | Stahl                                               |                              |                                                       |             |
|      | Wittenberg        | Elbebrücke Wittenberg                           | 2000      | Straßenbrücke   | B2                                           | 213,73   | 452,2 m       | Stahl                                               |                              |                                                       |             |
|      | Vockerode         | Elbebrücke Vockerode                            | 2000      | Straßenbrücke   | A9                                           | 246,52   | 654,24 m      | Stahlverbund                                        | Hohlkasten                   |                                                       |             |
|      | Roßlau (Elbe)     | Elbebrücke Roßlau (Straße)                      | 1960      | Straßenbrücke   | B184                                         | 257,65   | 287,3 m       | Stahl                                               |                              |                                                       |             |
|      | Roßlau (Elbe)     | Elbebrücke Roßlau                               | 1970      | Eisenbahnbrücke | Bahnstrecke Trebnitz–Leipzig                 | 257,84   | 220 m         | Stahl                                               |                              | 1836, 1886                                            |             |
|      | Barby             | Elbebrücke bei Barby                            | 1879      | Eisenbahnbrücke | Berlin-Blankenheimer Eisenbahn (Kanonenbahn) | 294,1    | 757,45 m      | Stahl                                               |                              | /                                                     |             |
|      | Schönebeck (Elbe) | Schönebecker Elbauenbrücke                      | 2013      | Straßenbrücke   | B246a                                        | 310,5    | 1128,5 m      | Beton                                               |                              | /                                                     |             |
|      | Schönebeck (Elbe) | Elbebrücke Schönebeck (Ernst-Thälmann-Brücke)   | 1912      | Straßenbrücke   | B246                                         | 311,75   | 584,8 m       | Stahl                                               |                              | /                                                     |             |

### Stadtgebiet Magdeburg
Ab dem auf einer Elbinsel liegenden Stadtteil Magdeburg-Werder teilt sich die Elbe in Stromelbe und Alte Elbe.

#### Brücken über die Alte Elbe
| Bild | Ort       | Name                                   | Bau- jahr | Funk- tion            | Verkehrs- weg                          | Elbe- km | Länge in m | Material     | Trag- werk       | Vorgänger | Bemerkung |
| ---- | --------- | -------------------------------------- | --------- | --------------------- | -------------------------------------- | -------- | ---------- | ------------ | ---------------- | --------- | --------- |
|      | Magdeburg | Brücke am Wasserfall                   | 1997      | Fuß- und Radwegbrücke |                                        |          | 232,5      |              | Schrägseilbrücke |           |           |
|      | Magdeburg | Brücke über die Alte Elbe, stillgelegt | 1840er    | Eisenbahnbrücke       | Bahnstrecke Biederitz–Magdeburg-Buckau |          | 220        |              | Fachwerkbrücke   |           |           |
|      | Magdeburg | Kaiser-Otto-Brücke                     | 2024      | Straßenbrücke         |                                        |          | 248        | Stahlverbund | Schrägseilbrücke |           |           |
|      | Magdeburg | Anna-Ebert-Brücke                      | 1882      | Straßenbrücke         |                                        |          | 216,14     |              | Steinbogenbrücke |           |           |
|      | Magdeburg | Brücke des Friedens (Südbrücke)        | 1952      | Straßenbrücke         | B1                                     |          | 227        |              | Balkenbrücke     |           |           |
|      | Magdeburg | Brücke des Friedens (Nordbrücke)       | 1996      | Straßenbrücke         | B1                                     |          | 230        |              | Balkenbrücke     |           |           |

#### Brücken über die Stromelbe
| Bild | Ort       | Name                         | Bau- jahr | Funk- tion      | Verkehrs- weg                                                           | Elbe- km | Länge in m | Material                 | Trag- werk                           | Vorgänger              | Bemerkung                                                       |
| ---- | --------- | ---------------------------- | --------- | --------------- | ----------------------------------------------------------------------- | -------- | ---------- | ------------------------ | ------------------------------------ | ---------------------- | --------------------------------------------------------------- |
|      | Magdeburg | Sternbrücke                  | 2005      | Straßenbrücke   | Fahrrad-, Fußgängerverkehr und ÖPNV                                     | 325,10   | 242,20     | Stahlverbund / Stabbogen | Bogenbrücke mit abgehängter Fahrbahn | 1922                   |                                                                 |
|      | Magdeburg | Hubbrücke, stillgelegt       | 1847      | Eisenbahnbrücke | Bahnstrecke Biederitz–Magdeburg-Buckau                                  | 325,47   | 220        | Stahlfachwerk            | Fachwerkbrücke                       |                        |                                                                 |
|      | Magdeburg | Neue Strombrücke             | 1965      | Straßenbrücke   | Magdeburger Altstadt mit der Elbinsel Rotehorn und dem Stadtteil Werder | 326,53   | 257,50     | Stahlverbund             | Hohlkastenbrücke                     | 1275; 1450; 1862; 1946 |                                                                 |
|      | Magdeburg | Jerusalembrücke (Südbrücke)  | 1952      | Straßenbrücke   | B1                                                                      | 327,71   | 210        | Stahlverbund             | Bogenbrücke mit abgehängter Fahrbahn | 1903                   | In den Schifffahrtskarten als Jerusalembrücke (Alt) bezeichnet. |
|      | Magdeburg | Jerusalembrücke (Nordbrücke) | 1996      | Straßenbrücke   | B1                                                                      | 327,75   | 214        | Stahlverbund             | Bogenbrücke mit abgehängter Fahrbahn |                        | In den Schifffahrtskarten als Jerusalembrücke (Neu) bezeichnet. |

geplant: Dritte Elbquerung

#### Zollelbe
Auf Höhe der Neuen Strombrücke befindet sich noch ein seitlicher Altarm der Elbe, die Zollelbe.
| Bild | Ort       | Name                  | Bau- jahr | Funk- tion    | Verkehrs- weg                                       | Elbe- km | Länge in m | Material          | Trag- werk       | Vorgänger | Bemerkung |
| ---- | --------- | --------------------- | --------- | ------------- | --------------------------------------------------- | -------- | ---------- | ----------------- | ---------------- | --------- | --------- |
|      | Magdeburg | Königin-Editha-Brücke | 2024      | Straßenbrücke | östliche Ausfallstraße aus der Magdeburger Altstadt |          | 69,90      | Stahlverbund      | Balkenbrücke     |           |           |
|      | Magdeburg | Zollbrücke            | 1882      | Straßenbrücke | östliche Ausfallstraße aus der Magdeburger Altstadt |          | 43,60      | Ziegelsteinbrücke | Steinbogenbrücke | 1828      |           |

#### Weitere Brücken im Magdeburger Stadtgebiet
Auf Höhe des Stadtteils Herrenkrug vereinen sich Stromelbe und Alte Elbe wieder.
| Bild | Ort       | Name                       | Bau- jahr | Funk- tion            | Verkehrs- weg                | Elbe- km | Länge in m | Material      | Trag- werk     | Vorgänger  | Bemerkung                                                                     |
| ---- | --------- | -------------------------- | --------- | --------------------- | ---------------------------- | -------- | ---------- | ------------- | -------------- | ---------- | ----------------------------------------------------------------------------- |
|      | Magdeburg | Herrenkrug-Eisenbahnbrücke | 1979      | Eisenbahnbrücke       | Bahnstrecke Berlin–Magdeburg | 329,56   | 714        | Stahlfachwerk | Fachwerkbrücke | 1873; 1979 |                                                                               |
|      | Magdeburg | Herrenkrugsteg             | 1997      | Fuß- und Radwegbrücke |                              | 330,07   | 615        | Stahlverbund  | Hängebrücke    | 1998       | Die Fuß- und Radwegbrücke entstand anlässlich der Bundesgartenschau von 1999. |

### Strecke Hohenwarte-Geesthacht
| Bild | Ort            | Name                         | Bau- jahr | Funk- tion                   | Verkehrs- weg                     | Elbe- km | Länge in m | Material            | Trag- werk                           | Vorgänger                          | Bemerkung |
| ---- | -------------- | ---------------------------- | --------- | ---------------------------- | --------------------------------- | -------- | ---------- | ------------------- | ------------------------------------ | ---------------------------------- | --- |
|      | Hohenwarthe    | Elbebrücke Hohenwarthe       | 1997      | Straßenbrücke                | A2                                | 338,60   | 1170,11    | Stahlverbund        | Balkenbrücke                         | 1935/36; 1945; 1952; 1967/69       | Autobahnbrücke der A2 |
|      | Hohenwarthe    | Kanalbrücke Magdeburg        | 2003      | Wasserstraßenbrücke          | MLK                               | 339,11   | 918        | Stahlverbund        | Balkenbrücke                         | 1936 unvollendet                   | Bestandteil des Wasserstraßenkreuzes Magdeburg |
|      | Tangermünde    | Elbebrücke Tangermünde       | 2001      | Straßenbrücke                | B188                              | 390,845  | 1435       | Stahl               | Bogenbrücke mit abgehängter Fahrbahn | 1933                               | B188, längste Straßenbrücke Sachsen-Anhalts |
|      | Hämerten       | Elbebrücke Hämerten          | 1996      | Eisenbahnbrücke              | SFS Hannover-Berlin Lehrter Bahn  | 394,62   | 809,87     | Stahl               | Fachwerkbrücke                       | 1870; 1926; 1947                   | |
|      | Wittenberge    | Elbebrücke Wittenberge       | 1987      | Eisenbahnbrücke              | Bahnstrecke Magdeburg–Wittenberge | 453,84   | 1030       | Stahl               | Fachwerkbrücke                       | 1851; 1884; 1911; 1947, 1957, 1987 | Mit 1030 Meter der längste Brückenneubau der Deutschen Reichsbahn in der DDR.                                                                                  |
|      | Wittenberge    | Elbebrücke Wittenberge       | 1978      | Straßenbrücke                | B189                              | 456,30   | 1110       | Stahlkasten         | Hohlkastenbrücke                     |                                    | Wittenberge besaß seit 1851 als einzig feste Elbquerung eine Eisenbahnbrücke der Bahnstrecke Magdeburg–Wittenberge, die auch vom Straßenverkehr benutzt wurde. |
|      | Wittenberge    | Elbebrücke Wittenberge       |           | Autobahnbrücke               | A14                               | 456,4    | 1110       | Stahlverbund        | Hohlkastenbrücke                     |                                    | Neubau einer Elbebrücke für die Bundesautobahn 14. |
|      | Dömitz         | Elbbrücke Dömitz (Eisenbahn) | 1873      | Eisenbahnbrücke              |                                   | 503,90   | 985,6      | Stahlfachwerk       | Fachwerkbrücke                       |                                    | wurde 1945 zerstört |
|      | Dömitz         | Elbebrücke Dömitz            | 1992      | Straßenbrücke                | B191                              | 505,69   | 969,7      | Stabbogen aus Stahl | Bogenbrücke mit abgehängter Fahrbahn | 1936                               | |
|      | Lauenburg/Elbe | Elbbrücke Lauenburg          | 1951      | Eisenbahn- und Straßenbrücke | B209                              | 568,90   | 517        | Stahlfachwerk       | Fachwerkbrücke                       | 1875                               | Brücke ersetzte das Trajekt Lauenburg–Hohnstorf. |
|      | Geesthacht     | Elbbrücke Geesthacht         | 1966      | Straßenbrücke                | B404                              | 585,94   | 585        | Stahlbalken         | Balkenbrücke                         |                                    | |

## Unterelbe

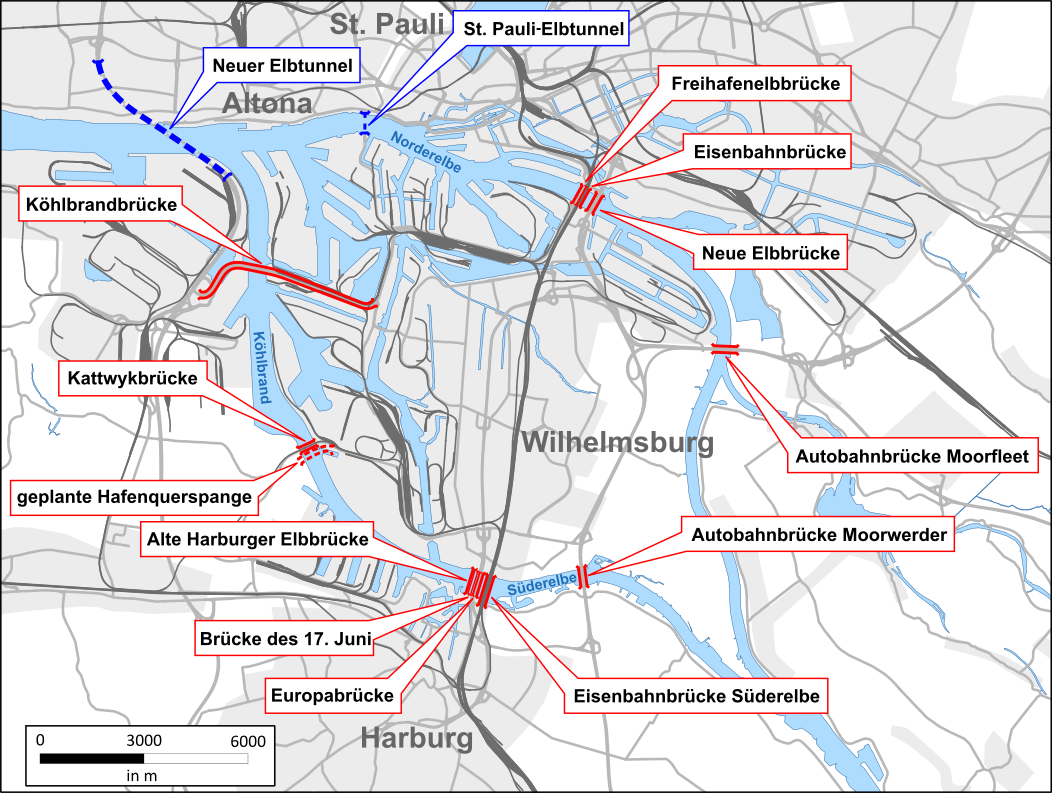
Hamburger Elbbrücken

Der Verlauf der Unterelbe wird auch Tideelbe genannt, da sich die Gezeiten von der Elbmündung bis an das Wehr in Geesthacht auswirken. Brücken über die Elbe im gesamten Tidebereich existieren nur im Hamburger Stadtgebiet.

### Stadtgebiet Hamburg

#### Norderelbe
| Bild | Ort                  | Name                                            | Bau- jahr | Funk- tion      | Verkehrs- weg                                                 | Elbe- km | Länge in m | Material | Trag- werk       | Vorgänger | Bemerkung |
| ---- | -------------------- | ----------------------------------------------- | --------- | --------------- | ------------------------------------------------------------- | -------- | ---------- | -------- | ---------------- | --------- | --------- |
|      | Hamburg-Wilhelmsburg | Norderelbbrücke (K6) (Autobahnbrücke Moorfleet) | 1963      | Straßenbrücke   | A1                                                            | 613,5    |            |          | Schrägseilbrücke |           |           |
|      | Hamburg-Veddel       | Neue Elbbrücke                                  | 1960      | Straßenbrücke   | B75                                                           |          |            |          |                  | 1887      |           |
|      | Hamburg-Veddel       | Eisenbahnbrücke                                 | 1872      | Eisenbahnbrücke | Bahnstrecke Wanne-Eickel–Hamburg Bahnstrecke Hannover–Hamburg |          |            |          |                  |           |           |
|      | Hamburg-Veddel       | S-Bahn-Brücke                                   | 1980      | Eisenbahnbrücke | S3 · S31                                                      |          |            |          |                  |           |           |
|      | Hamburg-Veddel       | Freihafenelbbrücke                              | 1917      | Straßenbrücke   |                                                               |          |            |          |                  |           |           |

#### Süderelbe / Hamburg-Harburg
| Bild | Ort     | Name                      | Bau- jahr | Funk- tion      | Verkehrs- weg          | Elbe- km | Länge in m | Material | Trag- werk                           | Vorgänger | Bemerkung |
| ---- | ------- | ------------------------- | --------- | --------------- | ---------------------- | -------- | ---------- | -------- | ------------------------------------ | --------- | --------- |
|      | Harburg | Autobahnbrücke Moorwerder |           | Straßenbrücke   |                        |          |            |          |                                      |           |           |
|      | Harburg | Eisenbahnbrücke Süderelbe |           | Eisenbahnbrücke |                        |          |            |          |                                      |           |           |
|      | Harburg | Europabrücke              |           | Straßenbrücke   |                        |          |            |          |                                      |           |           |
|      | Harburg | Brücke des 17. Juni       |           | Straßenbrücke   |                        |          |            |          |                                      |           |           |
|      | Harburg | Alte Harburger Elbbrücke  | 1897–1899 | Straßenbrücke   | Harburg – Wilhelmsburg |          | 474        | Stahl    | Bogenbrücke mit abgehängter Fahrbahn |           |           |
|      | Harburg | Kattwykbrücke             |           | Straßenbrücke   |                        |          |            |          |                                      |           |           |
|      | Harburg | Kattwykbrücke             |           | Eisenbahnbrücke |                        |          |            |          |                                      |           |           |

#### Köhlbrand
| Bild | Ort                | Name            | Bau- jahr | Funk- tion    | Verkehrs- weg | Elbe- km | Länge in m | Material | Trag- werk | Vorgänger | Bemerkung |
| ---- | ------------------ | --------------- | --------- | ------------- | ------------- | -------- | ---------- | -------- | ---------- | --------- | --------- |
|      | Hamburg-Waltershof | Köhlbrandbrücke | 1974      | Straßenbrücke | B3            |          | 3618       |          |            |           |           |